# Bantiella pallida
Bantiella pallida är en bönsyrseart som beskrevs av Giglio-tos 1915. Bantiella pallida ingår i släktet Bantiella och familjen Thespidae. Inga underarter finns listade i Catalogue of Life.